# てぃんがーら
『てぃんがーら』は、RYOEIの3枚目のアルバム。2011年3月16日発売。発売元は、よしもとアール・アンド・シー。タイトルの「てぃんがーら」は沖縄の言葉で「天の川」を意味する。
前作から約1年2ヶ月ぶりのアルバムとなる。本作はオリジナル曲に加え、沖縄ソングをカバーしたものが収録されている。
表題曲になっている「てぃんがーら」は、映画『てぃだかんかん〜海とサンゴと小さな奇跡〜』の主人公のモデル金城浩二に捧げる曲になっている。

## 収録曲
1. 島風〜夢来人の唄〜
  - 作詞：カシアス島田、作曲：RYOEI
2. 花
  - 作詞・作曲：喜納昌吉
3. てぃんさぐぬ花
  - 作詞・作曲：沖縄民謡
4. 安里屋ユンタ
  - 作詞：星克、作曲：宮良長包
5. 涙そうそう
  - 作詞：森山良子、作曲：BEGIN
6. 島々清しゃ
  - 作詞：久米仁、作曲：普久原恒勇
7. 童神
  - 作詞：古謝美佐子、作曲：佐原一哉
8. シマアザミ
  - 作詞：カシアス島田、作曲：平義隆
9. ハイサイおじさん
  - 作詞・作曲：喜納昌吉
10. イラヨイ月夜浜
  - 作詞：大島保克、作曲：比嘉栄昇
11. 恋しくて
  - 作詞・作曲：BEGIN
12. てぃんがーら
  - 作詞：カシアス島田、作曲：RYOEI